# Argélia nos Jogos Olímpicos de Verão de 1964
A Argélia participou dos Jogos Olímpicos de Verão de 1964 em Tóquio, Japão. Não ganhou medalhas.